# Zehn Mythen der Krise
Zehn Mythen der Krise ist der Titel einer Broschüre des deutschen Wirtschaftswissenschaftlers Heiner Flassbeck, die im Januar 2012 im Berliner Suhrkamp Verlag in der Reihe Suhrkamp edition digital erschien. Flassbeck, ein ausgewiesener Keynesianer, analysiert in dieser Veröffentlichung ökonomische Mythen, die sich vor dem Hintergrund der Finanzkrise ab 2007 ausbildeten und seither die Veränderung der wirtschaftlichen Verhältnisse für das Funktionieren einer modernen Marktwirtschaft blockieren. Flassbeck schlägt vor, dass der Staat wieder seiner Aufgabe nachkommen müsse, die Wirtschaft zu steuern, und dass die Löhne in Deutschland zur Überwindung der Finanzkrise steigen müssten, um den anderen Ländern mit Leistungsbilanzdefiziten die Chance zu geben, ihre Verschuldung abzubauen. Die Kürzungsprogramme in der Europäischen Währungsunion lehne er ab, denn diese seien konterproduktiv.
Die 61 Seiten lange Broschüre erschien bis zum Februar 2013 in vier Auflagen. Außerdem erschien Zehn Mythen als E-Book.

## Mythen
Die Mythen, die Flassbeck angreift, sind: Finanzmärkte sind effizient und befördern den Wohlstand; zurückhaltendes Regierungshandeln im Sinne der Finanzwirtschaft ist vernünftig und notwendig, Krisenverursacher sind die Staatsschulden, wir alle leben über unsere Verhältnisse; es gibt keine Eurokrise, die Staatsschulden kleiner Länder haben Schuld; alle Staaten müssen sparen und ohne Schulden auskommen; die Notenbanken verursachen die Inflation, weil sie die Staaten retten; Deutschland wird Europas Zahlmeister und „Weiter so“ ist das Credo Deutschlands.

## Zentrale These
Die zentrale These von Flassbeck in dieser Publikation lautet, dass eine Volkswirtschaft ohne Schuldenaufnahme nicht funktioniere. Denn irgendjemand spare immer und diese finanziellen Mittel fehlen für Investitionen. Um Investitionen in der Wirtschaft zu stimulieren, müssten Investoren Kredite aufnehmen und sich verschulden. Die Geldmenge, die die Verbraucher sparen und damit dem Wirtschaftskreislauf entziehen, müsse die Zentralbank Unternehmen für Investitionen zur Verfügung stellen, um eine moderne Marktwirtschaft in Gang zu halten.

## Inhalt
Dass die Finanzmärkte effektiv seien und unseren Wohlstand fördern, hält Flassbeck für einen Mythos. Im Gegenteil, unabhängig davon, ob die Assets werthaltig sind oder nicht, produziere der Finanzmarkt falsche Preise. Nicht nur, dass die Preise auf den Finanzmärkten im Wesentlichen vom Herdenverhalten getrieben würden, sondern sie sind auf Dauer verzerrt. Belohnt würden diejenigen Marktteilnehmer, die rechtzeitig deinvestieren, anstatt zu investieren.
Die Regierungen, auch die deutsche Bundesregierung, würden lediglich den Eindruck erwecken, dass sie handeln. Nach Flassbeck würden sie ihre eigenen ökonomischen Vorurteile pflegen, stünden unter erheblichem Druck von Lobbyisten und tendierten dazu, ökonomisch nur das Geringste zu tun. Man lehne weiterhin die aktive Rolle des Staats ab und präferiere stattdessen einen Schuldenabbau, obwohl es erkennbar bedrohliche Krisensignale gebe.
Flassbeck wendet sich gegen die Legende, dass die Staatsschulden die eigentliche Ursache der aktuellen Krise seien. Er belegt anhand von Statistiken, dass die Staatsschulden im Euroraum erst nach dem Ausbruch der Finanzkrise 2007 wegen der Bankenrettung durch Staaten gestiegen sind. Die eigentlichen Krisenursachen würden nicht angegangen und die von der Politik verfolgte Schuldenbremse zerstöre die Grundlage einer funktionierenden Marktwirtschaft; zudem führe sie in die Rezession.
„Wir leben über unsere Verhältnisse“ ist ein Bild, das von der Bundeskanzlerin Angela Merkel – vergleichbar mit der „sparsamen schwäbischen Hausfrau“ – und vom größten Teil der Politiker gemalt werde. Folge man dieser zugrunde liegenden Logik, führe dies dazu, dass derjenige Staat, der Defizite in seiner Leistungsbilanz habe, sparen müsse. Dasjenige Land, das mehr produziert, als es verbraucht, räumt demjenigen Land, das mehr verbraucht, als es produziert, einen Kredit ein. Ein Kredit wird mit der Hoffnung hingegeben, dass er zurückgezahlt wird. Wenn man den Kreditnehmer durch scharfe Restriktionen jedoch in die Lage bringt, dass er seine Schulden nicht zurückbezahlen kann, daher laufend neue Kredite aufnehmen muss, handelt man gegen die eigenen Interessen und wirtschaftliche Vernunft.
Für Flassbeck ist die Eurokrise der Höhepunkt der Verdrängung der gegenwärtigen Krisenursache. Er sieht in der Währungsunion vor allem eine Inflationsgemeinschaft. Für ihn gibt es den engen Zusammenhang zwischen Staatsschulden und der sich entwickelnden Inflation nicht, sondern Inflation entstehe im Zusammenhang von Entwicklung der Löhne und nationaler Arbeitsproduktivität. Dieser ökonomischen Wirkungsweise haben neoliberale Kräfte die Unabhängigkeit der nationalen Zentralbanken entgegengesetzt, die auf die Entstaatlichung der Festsetzung des Zinsniveaus hinauslief. Deutschland habe nach Inkrafttreten der EU-Verträge das gemeinsam festgelegte Inflationsniveau unterlaufen, indem es durch Lohnsenkungen seine Wettbewerbsposition laufend verbessert habe. Die anderen Staaten hätten in der Währungsunion nicht mehr die Chance gehabt, sich durch Abwertungen ihrer Währungen dagegen zu wehren. Dieses Verhalten habe in den letzten 10 Jahren dazu geführt, dass die in Deutschland produzierten Waren und Dienstleistungen 25 Prozent gegenüber Südeuropa und 20 Prozent gegenüber Frankreich billiger als vergleichbare Produkte dieser Ländern geworden seien. Dies zerstöre die Grundlage gemeinsamen Handelns und man müsse sich nicht wundern, wenn Staaten aus dem Währungsverbund ausscheiden müssten und dies zur Desintegration führe.
Entgegen landläufiger Meinung kann der Staat seine Sparversuche nicht mit der Folge des Vertrauensverlusts privater Haushalte begründen, denn Haushalte haben keine volkswirtschaftliche Funktion. Fallen die Unternehmen bei der Stabilisierung der Märkte aus, ist die Aufgabe des Staates, stabilisierend in die Wirtschaft einzugreifen. Da dies derzeit nicht geschieht, merkt Flassbeck an, dass sich hier ein Desaster anbahnt – vergleichbar mit den katastrophalen Folgen der Notverordnungen von Heinrich Brüning.
Einzelwirtschaftliche und gesamtwirtschaftliche Wirkungsweisen lassen sich nicht vergleichen. Ohne Schuldenaufnahme gäbe es keinen gesamtwirtschaftlichen Kreislauf. Die von wachstumskritischen Teilen der Grünen angestrebte stationäre Ökonomie mit Nullwachstum bedeute Null-Ersparnisse, damit Null-Investition. Man könne allenfalls ökologische Ziele oder den ökologischen Umbau des Produktionsapparats verfolgen.
Inflation ist für Flassbeck derzeit kein Thema, denn diese entstehe, wenn die Konjunktur anspringe und sich dadurch eine hohe Nachfrage und steigende Kosten einstellen und nicht, wie die Monetaristen fälschlicherweise meinen, dass Inflation aus steigenden Staatsschulden entstehe. Eine starke konjunkturelle Erholung sei im Übrigen nicht in Sicht.
Anstatt zu helfen, die Wettbewerbsfähigkeit der anderen Ländern herzustellen, habe sich Deutschland in die vermeintlichen Rolle als Zahlmeister derart hineingesteigert, dass das Land nicht mehr herauskommen könne aus dem Dilemma, ohne großen wirtschaftlichen Schaden zu erleiden.
Die Wirtschaftspolitik der relativen Lohnzurückhaltung und die der Steuersenkungen für Unternehmen durch die Politik in Deutschland, die den jahrelang anhaltenden hohen Außenhandelsüberschuss erzeugt haben, führe dazu, dass sich das Ausland hoch verschuldet habe. Diese Politik gehe mittlerweile dem Ende entgegen, denn die Außenhandelsüberschüsse seien nicht nachhaltig, weil kein Land auf Dauer Marktanteile behalten kann. Ebenso kann kein Land Defizite abbauen, wenn alle anderen ihre Überschüsse behalten wollen. Deshalb müssten die Löhne in Deutschland über lange Zeiträume steigen und die Unternehmen durch die Politik gezwungen werden, im Binnenland wieder zu investieren.

## Krisenbewertung
Flassbeck geht davon aus, dass derzeit weder traditionell denkende Wirtschaftswissenschaftler noch dem Markt zugeneigte Politiker Wirtschaftskrisen vorurteilsfrei beurteilen und die notwendigen Schritte zur Krisenlösung einleiten können. Daher sieht er  volkswirtschaftliche Veränderungen erst im Verlauf neuer Wirtschaftskrisen. Die derzeit neu beginnende Wirtschaftskrise wird vielen auch noch die Hoffnung nehmen, dass der demokratische Staat in der Lage sei, die Wirtschaft in ihrem Sinne sozial zu lenken. Er sieht die Demokratie in Gefahr, wenn die globalisierte Wirtschaft „einigen unglaublichen Reichtum und dem großen Rest im besten Fall Stagnation oder ein kümmerliches Auskommen bietet“.

## Rezensionen
Dani Parthum kritisiert auf ndr-online, dass Flassbeck oft wichtige Zwischenargumente auslasse. Die Stärke des Bändchens sei es, „dass es massenhaft Denkanstöße und Diskussionsstoff“ liefere.
Laut Rezension von Klaus Ludwig Helf auf saarkurier-online gelingt es Flassbeck „in hervorragender Weise, seine Sicht der Ökonomie plausibel auch für Laien darzustellen und Lust auf mehr Informationen und Zusammenhänge zu wecken“. Er verdeutliche, „dass es keine ‚neutrale‘ ökonomische Wissenschaft gibt und er fordert auf zu einem offenen Diskurs“.
Die Börsen-Zeitung  befand: „Ein weiteres intelligentes und hilfreiches Buch zur Finanzkrise ist Zehn Mythen der Krise vom Chefvolkswirt der Welthandels- und Entwicklungskonferenz der Vereinten Nationen. Auf jeweils etwa vier Seiten analysiert er leicht verständlich und nachvollziehbar Methoden wie 'Finanzmärkte sind effizient und fördern unser Gemeinwohl' oder 'Wir leben über unsere Verhältnisse' oder 'Deutschland wird zum Zahlmeister Europas'. Seiner Ansicht nach kann nur Aufklärung, Entmythologisierung die Wende schaffen. Dazu hat er mit seinem Buch einen bemerkenswerten Beitrag geleistet.“